# Pedagogía vocal

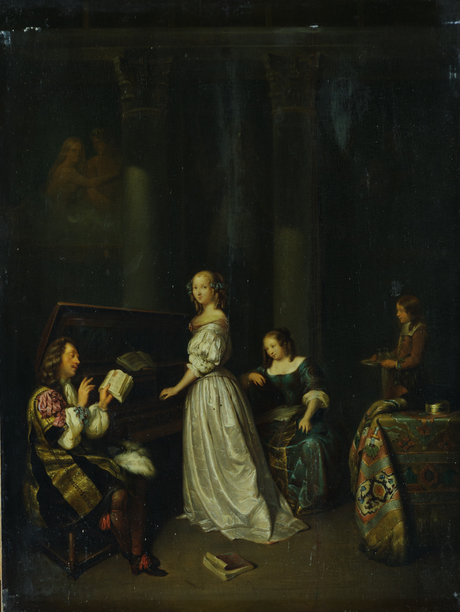
Clase de canto (óleo de Caspar Netscher,)

La educación vocal o pedagogía vocal es la enseñanza y el aprendizaje del código musical (sonidos) en relación con las imágenes (luces) o con el movimiento (geometría). Se relaciona con la pedagogía general, ya que usa muchos de sus conceptos y perspectiva. Otras disciplinas, como la psicología, la sociología, la antropología, la medicina, la musicología, la historia y la pedagogía artística proporcionan métodos y conocimientos.

## La voz

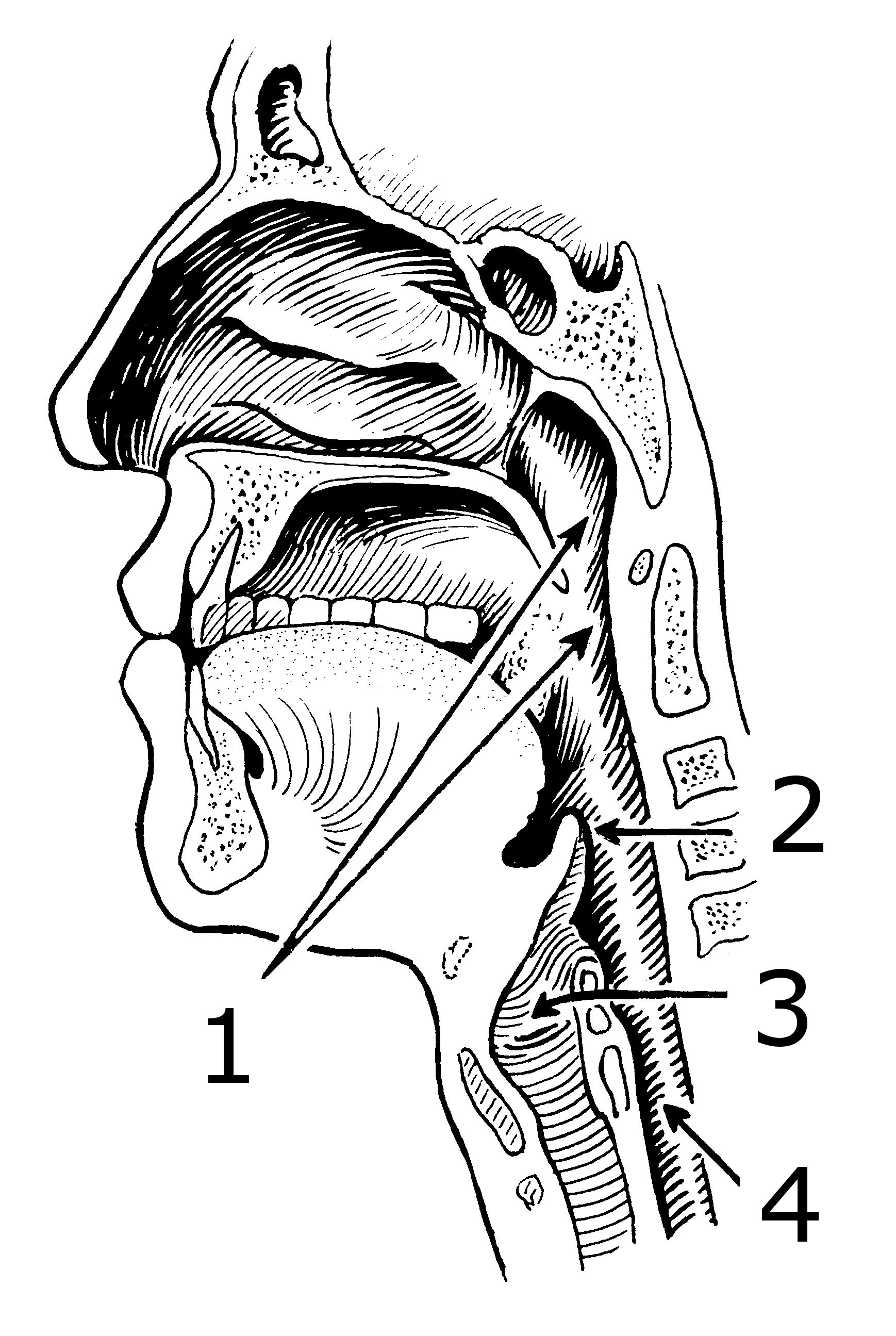
Órgano de fonación humana. Número 3, la laringe.

El sonido de la voz es producido por la laringe. Contiene las cuerdas vocales y una especie de tapón llamado epiglotis para que los alimentos no pasen por las vías respiratorias; la tráquea que es un tubo formado por unos veinte anillos cartilaginosos que la mantienen siempre abierta. 
La voz humana es producida en la laringe, cuya parte esencial, la glotis constituye el verdadero órgano de fonación humano. El aire procedente de los pulmones, es forzado durante la espiración a través de la glotis haciendo vibrar los dos pares de cuerdas vocales. Las cavidades de la cabeza, relacionadas con el sistema respiratorio y nasofaríngeo, actúan como resonadores.
- La voz es el sonido producido por la vibración de las cuerdas vocales al acercarse entre sí como consecuencia del paso del aire a través de la laringe (Francisco, 2008).

- La respiración es el proceso fisiológico por el cual los organismos vivos, toman oxígeno del medio circundante y desprenden dióxido de carbono. Este proceso cumple con dos fases sucesivas: 
  - la inspiración, donde el diafragma se contrae y los músculos intercostales se elevan y ensanchan las costillas. La caja torácica gana volumen y penetra aire del exterior para llenar este espacio.
  - la espiración en la cual, el diafragma se relaja y las costillas descienden y se desplazan hacia el interior. La caja torácica disminuye su capacidad y los pulmones dejan escapar el aire hacia el exterior (Francisco, 2008).
- Cuando las cuerdas vocales se abren, se produce la respiración y cuando se cierran, se produce la fonación. Si las cuerdas se tensan, se producirá un sonido agudo, y si se relajan y quedan separadas, se producirá un sonido grave. (Francisco, 2008).

### Clasificación

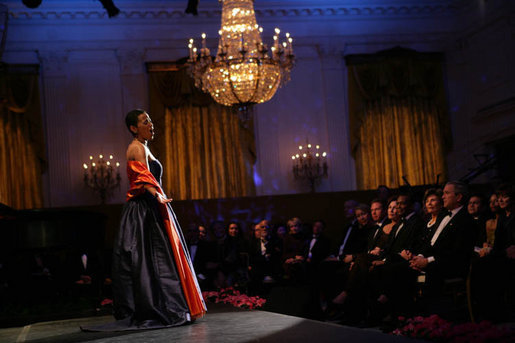
La soprano Harolyn Blackwell canta en la Sala Este de la Casa Blanca.

Las voces humanas se clasifican en función de su altura. Suenan más grave o más agudo en función de su tamaño. Las personas con la laringe más larga (hombres) tienen voces más graves y las que tienen laringes más cortas (mujeres), que son voces más agudas. Las voces más graves son al mismo tiempo más potentes, es decir, más anchas y las voces agudas son menos sonoras, es decir, más finas. Las voces tienen una clasificación según sean más graves o más agudas (Francisco, 2008).
En las voces masculinas se encuentran, el tenor (voz masculina más aguda), el barítono (voz masculina intermedia), y el bajo (voz masculina más grave). Y en las voces femeninas se encuentran, la soprano (voz femenina más aguda), la mezzo-soprano (voz femenina intermedia) y, por último, la contralto (voz femenina más grave) (Francisco, 2008). 

### Desarrollo de la voz
La voz se desarrolla en una etapa de la vida primordial, llamada pubertad. En esta etapa, aparte de desarrollar nuestro aspecto externo, también se desarrolla nuestra voz, producido por unas hormonas que según el sexo, son distintas: testosterona en los chicos y estrógenos en las chicas (Francisco, 2008). 
En los varones, estos cambios son mayores y más visibles que en las mujeres. La laringe masculina comienza a crecer ya que en su interior se encuentran las cuerdas vocales que se agrandan y se tensan haciéndose más gruesas, provocando el cambio de voz: desde aguda de un niño a la grave de un hombre. En las mujeres, los cambios son menores. A las chicas también les crece la laringe durante la pubertad, pero no tanto como a los chicos, por lo que no les sobresale en la parte anterior del cuello (Francisco, 2008).

### Enfermedades de la voz
Existen ciertas enfermedades que, de alguna forma u otra, grave o leve, pueden afectar la voz: bronquitis, faringitis, amigdalitis, gota, gripe, sarampión, reumatismo, herpes o laringitis aguda.

### Cuidado de la voz
- No gritar ni forzar la voz, ya que el hacerlo produce disfonía.
- Evitar cambios bruscos de temperatura, así como el aire acondicionado muy fuerte.
- Evitar el tabaco, el alcohol y las drogas; ya que irritan nuestra garganta y junto a ella la voz, causando serios problemas en nuestro organismo y enfermedades como el cáncer.
- Tomar grandes cantidades de agua al día para lubricar nuestras cuerdas vocales.
- Evitar las bebidas con cafeína ya que no lubrican nuestras cuerdas vocales.
- No toser muy fuerte, ya que provoca acciones traumáticas.
- Dormir lo suficiente, como mínimo 8 horas diarias.
- En caso de laringitis, no hablar ya que eso puede provocar, en exceso, hemorragias o nódulos.
- En caso de alguna lesión en la voz, acudir al otorrinolaringólogo.

### Niveles de fonación
Un correcto proceso fonatorio da como resultado la emisión de una voz normal, es decir, eufónica.
Para que esto se produzca, deben actuar sinérgicamente un conjunto de órganos, que conforman un sistema: el sistema fonatorio. El sistema de fonación puede dividirse en diferentes niveles que influyen en las características de la voz:
- Nivel respiratorio: la intensidad de la voz depende de la fuerza y la velocidad del soplo respiratorio.
- Nivel resonancial: producido el sonido fundamental, primario, en las cuerdas vocales, este es enriquecido por otros sonidos. Están generados en las cavidades de resonancia. Se denominan resonadores a las cavidades de nuestro cuerpo que vibran al ponerse en contacto con el sonido (este es un fenómeno físico acústico). Estos sonidos se agregan al sonido que viene desde las cuerdas vocales, conformando un sonido más complejo, que genera el timbre de la voz,característica personal, que diferencia una voz de otra.
- Nivel de comando: todo lo que nuestro cuerpo recibe del exterior (medio) y del propio organismo, así como todas las acciones que el cuerpo realiza, están regidas por diferentes centros, áreas y vías nerviosas. La voz, con su complejidad, no es una excepción. Intervienen desde la corteza cerebral hasta las últimas ramificaciones que llegan a los músculos que se ponen en juego para respirar y fonar. Así también es perfectamente constatable la influencia de los estados afectivo-emocionales en la voz.
- Nivel emisor: es un órgano móvil, palpable en el cuello. Para poder ubicar didácticamente las cuerdas vocales en la laringe, órgano emisor, se realiza un corte transversal, visto desde arriba.
- Nivel endocrino: La voz se considera uno de los caracteres sexuales secundarios. Esto es porque desde el momento de la fecundación hasta la muerte, el sistema endocrino, a través de las hormonas influye en el crecimiento, maduración y envejecimiento de todo el organismo. Es así que la voz de un niño es diferente a la de un adulto y que la voz femenina es diferente a la voz masculina. Esto se debe a las diferencias de ubicación, volumen, espesor, tamaño y configuración general de la laringe, influidas por la acción hormonal en cada etapa de la vida.
- Nivel auditivo: Es el mecanismo de control por excelencia. La persona se escucha por afuera; por el oído ingresa el sonido que emite el sujeto al exterior y también se escucha por dentro porque el sonido, al vibrar en las estructuras osteomusculares, llega hasta el oído internamente. (Por ello, el desconocimiento de la propia voz en una grabación). Es el proceso del retorno, o feed-back, por el cual el individuo maneja la intensidad de la voz, y por otro lado, produce el equilibrio entre los ruidos y sonidos exteriores y la propia voz.

## Foniatría
La foniatría es una búsqueda global de todo lo que en el hombre, a través de la voz, concurre a la expresión o la obstaculiza.
Los seis aspectos importantes que tenemos en cuenta con relación a la foniatría son: relajación, respiración, resonancia, articulación, impostación, lectura.
- Relajación: La relajación aplicada a la educación vocal debe entenderse como un entrenamiento en el control del tono muscular, general y particular, obtenido a partir de una práctica personal, mediante la cual el alumno va adquiriendo cada vez mayor autonomía. Mediante el entrenamiento en la relajación, el sujeto puede salir del círculo vicioso de forzamiento vocal, gracias a la adquisición del control de su energía, primera condición de un comportamiento fonatorio adecuado. La relajación se revela muy a menudo, como una práctica sumamente eficaz para ayudar al individuo a encontrar un tonismo muscular adecuado para la fonación, y a su vez, también un equilibrio psíquico. Por último, en la práctica se puede verificar que la utilización de la relajación permite que en la educación de la voz, se produzcan resultados más rápidos, más profundos y duraderos.
- Respiración: A través de diferentes ejercicios, se deberá aprender una técnica adecuada de respiración, lo que incluye lo relativo a la capacidad, la frecuencia respiratoria, la regulación del soplo en intensidad y duración. Todas estas pautas se aplican en la coordinación vocal.
- Resonancia: La laringe es la principal fuente de emisión sonora, pero la voz sonaría débil y tenue a no ser por la influencia acústica de las cavidades o estructuras resonantes. La resonancia es un fenómeno de amplificación del tono fundamental emitido en las cuerdas vocales, el cual, enriquecido en su trayecto por el mencionado sistema, provee de armónicos que otorgan el color a cada voz, haciéndola única e irrepetible. La importancia de esta práctica reside en que cada persona debe conocer sus resonadores, para poder detectar el uso incorrecto o exagerado de los mismos. Todo esto para lograr un correcto proceso de impostación vocal, que consiste en permitir el libre interjuego entre estructuras fijas y móviles, dándole así a la voz un efecto natural.
- Impostación: Impostar una voz es colocarla en la caja de resonancia a fin de que, con el mínimo esfuerzo, se obtenga el máximo rendimiento fonatorio. El trabajo consistirá en la coordinación de la respiración con la emisión articulada, a la vez que se eliminarán los vicios vocales que cada quien trae consigo. Los vicios más notorios suelen ser:

- - Ataque vocal brusco
  - El empleo de la altura tonal conversacional por encima o por debajo de la que es correcta
  - Asociar la idea de que gritar es hacerlo con voz aguda y la de que hablar bajo es hacerlo con voz grave.
  - Congestión de cuello y rostro cuando se habla a intensidad media o fuerte
  - Fijación laríngea y la ausencia del movimiento vascular fisiológicamente necesario

La impostación se basará en despertar sensaciones propioceptivas correctas, para ir configurando un esquema corporal vocal. La sensación de apoyo que la respiración otorga a la voz, el uso de una intensidad vocal adecuada, la percepción o localización de las vibraciones sobre las distintas partes del cuerpo llevarán a obtener el máximo rendimiento fonatorio.
- Articulación: La articulación es la suprema cualidad en el arte de la voz hablada. Es ella la que permite ser escuchado y comprendido. La pronunciación exacta de las vocales, la articulación neta de las consonantes, la distinción de cada sílaba, hacen perfecta la elocución de cada palabra. La articulación está incluida en la fisiología de la voz y del habla, porque se utilizan los mismos órganos de fonación, y porque a menudo incurren conjuntamente las alteraciones de la articulación, las de la palabra y las de la voz.

Lectura en voz alta, en una escuela primaria de Praia, Cabo Verde (foto de Dominique Roger para la Unesco).

- Lectura en voz alta: La lectura en voz alta exige la posesión de todas las reglas del mecanismo vocal. Para leer bien en público, hay que poseer la técnica de la fonación y la respiración. La pronunciación debe ser perfecta, y es la voz debe estar bien situada, tener buen alcance, timbre e inflexiones convenientes. Para poseer ese dominio vocal, hay que trabajar en distintos registros, velocidades e intensidades. Es decir, encontrar el punto medio de entonación y tono que mejor convenga al órgano vocal de quien lee.

## La voz y el canto en la sociedad
Al envejecer, más del 40 por ciento de la población pierde la mitad de la capacidad para respirar, debido a que no se pone atención al sistema respiratorio. La respiración es imprescindible para que se produzcan la voz y el canto. De ese 40 por ciento, en el 70 por ciento de los casos se debe al tabaquismo, el principal elemento tóxico que irrita el sistema respiratorio (Francisco, 2008).

## Educación vocal

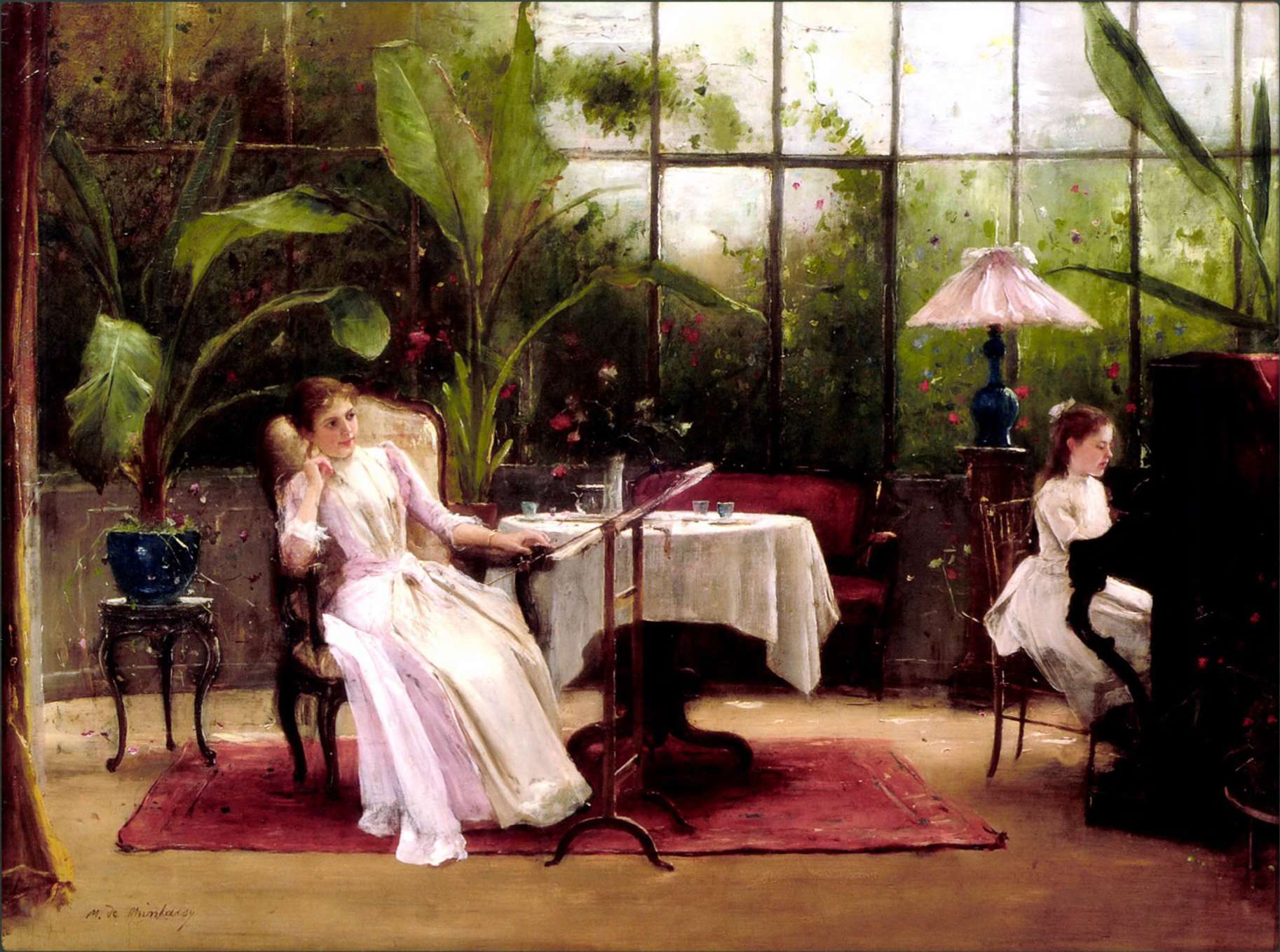
Clase de piano, en un óleo de Mihály Munkácsy (1844).

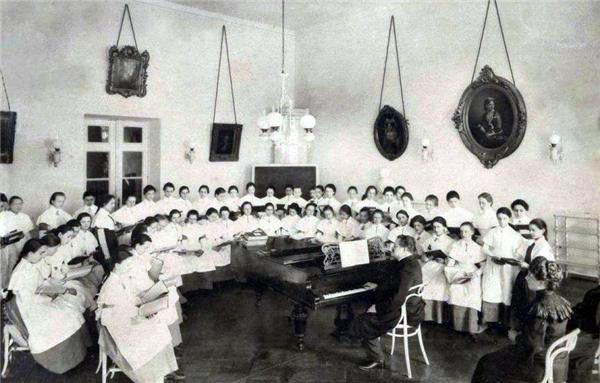
Clase de canto en el Instituto Smolny, c. 1913-1914 (fotografía de Karl Bulla).

La educación musical se divide en dos campos: la educación instrumental y la educación vocal. 
- Educación instrumental: Se ocupa de la enseñanza instrumental en los centros de enseñanza básica, escuelas de música y centros privados. Puede ser en grupo o en clases individuales, tanto para adultos como para niños. Su objetivo es también desarrollar las características específicas de cada instrumento como, por ejemplo, la didáctica del piano, del violín, etcétera.

- Educación vocal: Engloba la enseñanza del canto, el canto en coro y, en general, todo lo relacionado con esta área tanto dirigido a niños como a adultos. Este campo engloba a su vez, entre otros, la fisiología vocal (que se ocupa de la producción de la voz), la metodología de la dirección de coro y la formación vocal (en grupos o por separado). Este escrito, en particular, se enfoca en el área vocal de la educación musical.

### Áreas especiales de la pedagogía musical
En la pedagogía musical existen además enfoques terapéuticos, que se agrupan en un campo denominado terapia musical. La música se aplica tanto de forma pasiva como activa para lograr efectos terapéuticos, y es así porque la música puede estimular las emociones, regular las tensiones y potenciar la interacción social y la capacidad de sentir.[cita requerida]
Desde el punto de vista expresivo y sonoro, las posibilidades vocales y gestuales tienen un gran valor de comunicación según el uso que se les dé. Pueden expresarse emociones de todo tipo, tanto individuales como grupales.
El aprendizaje de las canciones y de los juegos vocales constituye un importante medio para el desarrollo de la musicalidad, pues permite conjuntamente la percepción melódica, la asimilación de determinadas relaciones de alturas sonoras y la reproducción musical, y a la vez la interpretación y la sensibilidad artística.
En las distintas edades, el canto puede ser colectivo, individual, de pequeños grupos o grandes masas corales. Tiene un gran valor educativo, desarrolla el colectivismo, propicia el conocimiento de la historia del país, del folclor, de las tradiciones, de los valores de la humanidad, etcétera (Sánchez, 2010).